# Mestaruussarja 1931
La Mestaruussarja 1931 fu la ventitreesima edizione della massima serie del campionato finlandese di calcio, la seconda come Mestaruussarja. Il campionato, con il formato a girone unico e composto da otto squadre, venne vinto dell'HIFK per la seconda edizione consecutiva.

## Squadre partecipanti
| Club  | Città    | Stagione 1930              |
| ----- | -------- | -------------------------- |
| HIFK  | Helsinki | Campione di Finlandia      |
| HJK   | Helsinki | Finalista di B-sarja       |
| HPS   | Helsinki | 3º posto in Mestaruussarja |
| KIF   | Helsinki | 6º posto in Mestaruussarja |
| Sudet | Viipuri  | Vincitore di B-sarja       |
| TPS   | Turku    | 2º posto in Mestaruussarja |
| ViPS  | Viipuri  | 4º posto in Mestaruussarja |
| VPS   | Vaasa    | 5º posto in Mestaruussarja |

## Classifica finale
|  | Pos. | Squadra | Pt | G | V | N | P | GF | GS | DR  |
|  | ---- | ------- | -- | - | - | - | - | -- | -- | --- |
|  | 1.   | HIFK    | 14 | 7 | 7 | 0 | 0 | 29 | 9  | +20 |
|  | 2.   | HPS     | 10 | 7 | 4 | 2 | 1 | 22 | 12 | +10 |
|  | 3.   | TPS     | 8  | 7 | 3 | 2 | 2 | 14 | 13 | +1  |
|  | 4.   | KIF     | 7  | 7 | 3 | 1 | 3 | 16 | 20 | -4  |
|  | 5.   | VPS     | 7  | 7 | 2 | 3 | 2 | 22 | 19 | +3  |
|  | 6.   | Sudet   | 4  | 7 | 1 | 2 | 4 | 14 | 22 | -8  |
|  | 7.   | HJK     | 3  | 7 | 0 | 3 | 4 | 12 | 16 | -4  |
|  | 8.   | ViPS    | 3  | 7 | 0 | 3 | 4 | 7  | 25 | -18 |

Legenda:
      Campione di Finlandia
      Retrocesse in B-Sarja
Note:
Due punti a vittoria, uno a pareggio, zero a sconfitta.